# Franziskanerkloster Koblenz

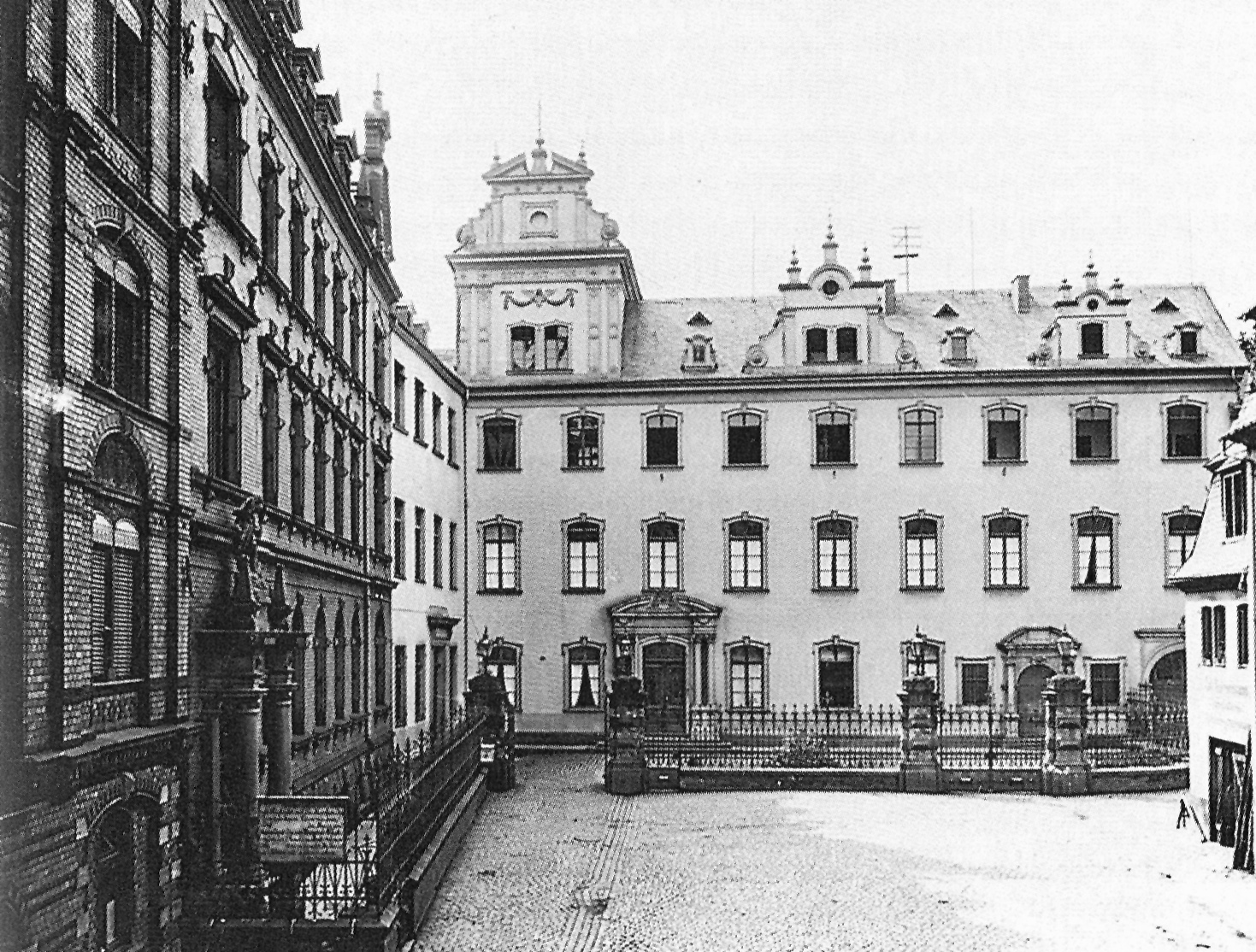
Das alte Bürgerhospital, vormals Franziskanerkloster, um 1900

Das Franziskanerkloster Koblenz war ein Kloster der Franziskaner in der Altstadt von Koblenz. Das Anfang des 13. Jahrhunderts gegründete Kloster wurde 1802 in französischer Zeit säkularisiert und danach bis 1923 als Bürgerhospital, den Vorläufer des heutigen Krankenhauses Kemperhof, genutzt. Die Klosteranlage wurde 1944 zerstört, nur ein Mauerzug in der an das Hospital erinnernden Straße „Am Alten Hospital“ ist erhalten geblieben.

## Geschichte

### Franziskanerkloster

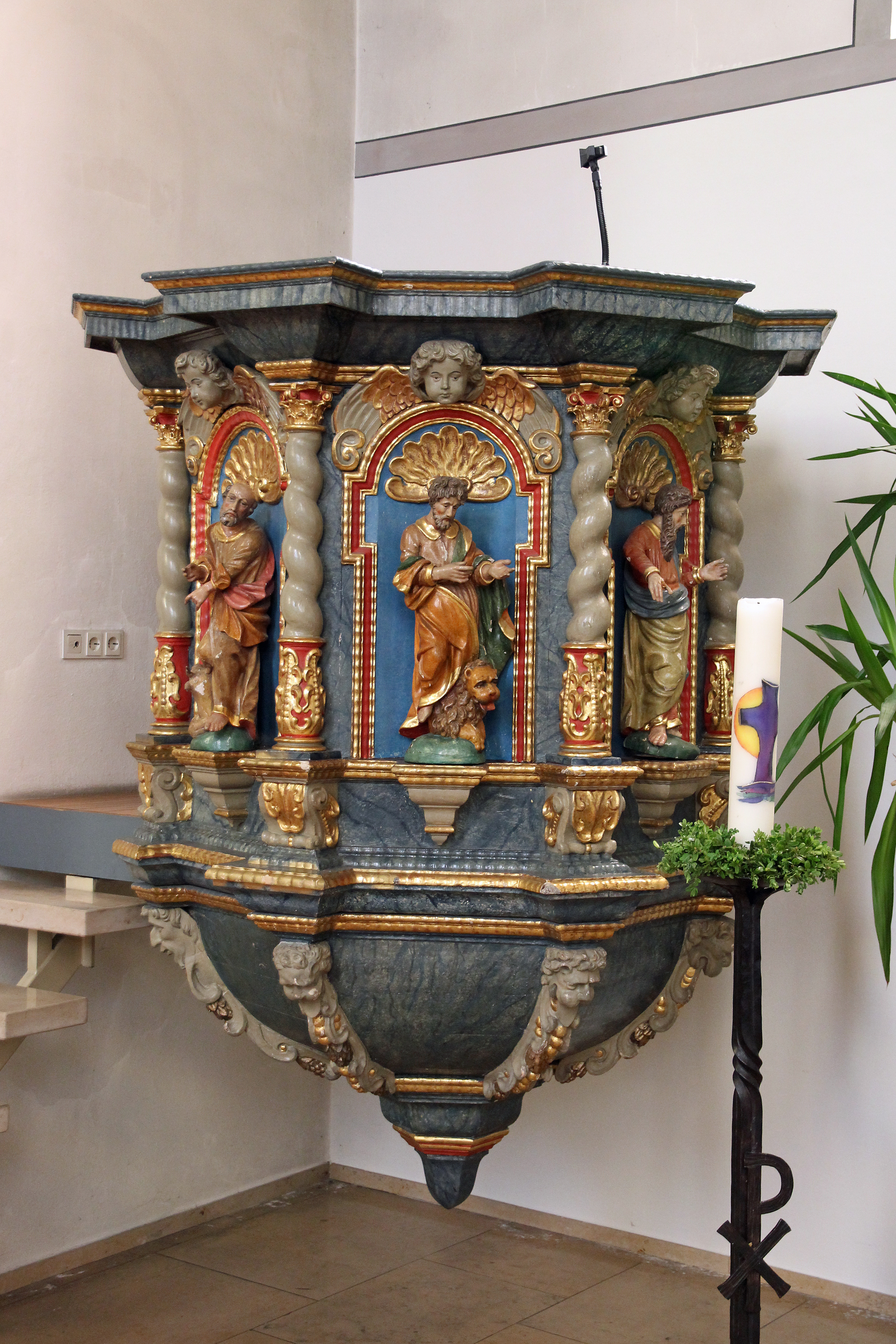
Die Kanzel aus der Klosterkirche steht heute in der Pfarrkirche St. Pankratius in Koblenz-Niederberg

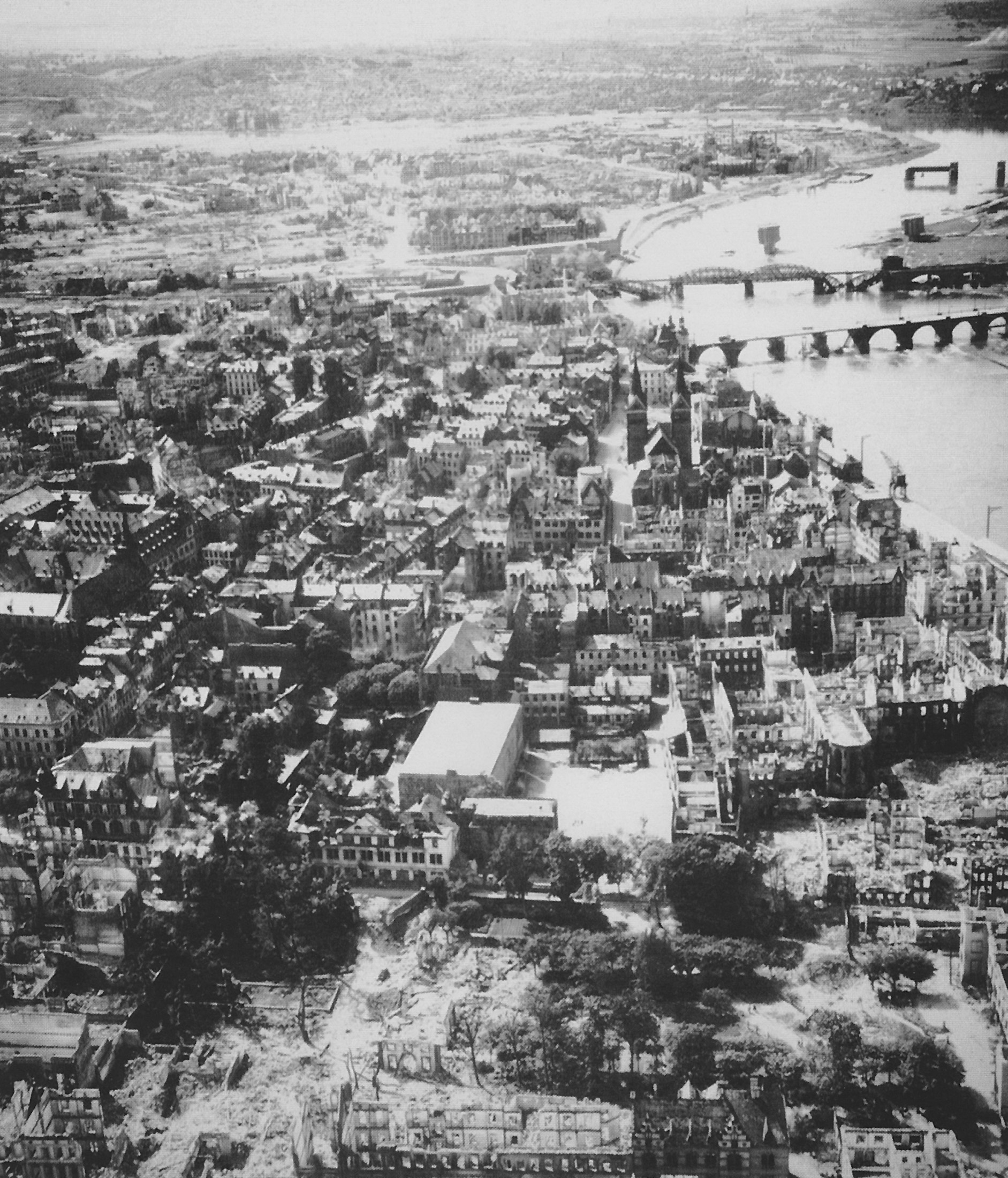
Die zerstörte Altstadt von Koblenz 1945, das alte Bürgerhospital (Mitte rechts) liegt in Trümmern

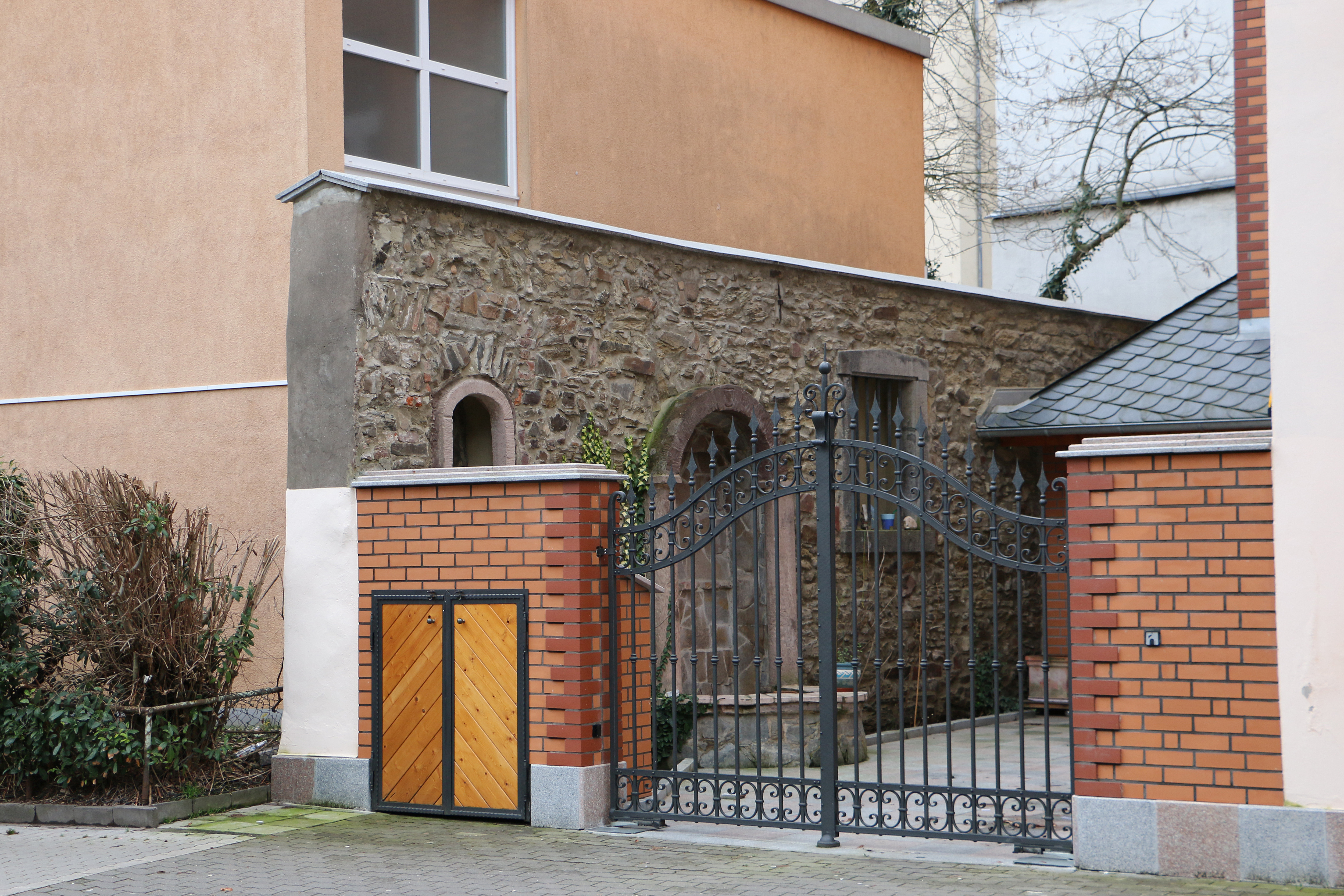
Der erhaltene Mauerabschnitt des ehemaligen Franziskanerklosters

Kurz nach den Dominikanern ließen sich Anfang des 13. Jahrhunderts auch die Brüder des 1210 gegründeten Bettelordens der Franziskaner (Ordo fratrum minorum „Orden der Minderbrüder“) in Koblenz nieder. Die erste urkundliche Erwähnung des Franziskanerklosters findet sich 1236 in einem Testament des Propstes Gerlach von St. Kastor. In dieser Zeit begann wohl schon der Bau einer Kirche und der Klostergebäude. Sie waren 1246 noch im Bau und für 1250 zum Teil bewohnbar, wie aus einer Urkunde Arnolds II. von Isenburg hervorgeht. Die Lage des Klosters wurde in einer Urkunde von 1287 angegeben, in der Castorstraße etwa auf halbem Weg zwischen dem Stift St. Kastor und der Kornpforte (neben dem Wohnturm Deutscher Kaiser). Eine Urkunde über die Weihe der Klosterkirche ist nicht erhalten, aber zu dieser Zeit dürfte sie fertiggestellt gewesen sein. Bei der Kirche handelte es sich um eine asymmetrische, zweischiffige und fünfjochige Halle mit querrechteckigen Kreuzrippengewölben im Hauptschiff und quadratischen im Seitenschiff. Die Klostergebäude lagen um einen rechteckigen Kreuzgang an der Südseite der Kirche.
In dem Ende des 13. Jahrhunderts aufgekommenen Armutsstreit innerhalb des Franziskanerordens und der folgenden Spaltung hielt das Koblenzer Kloster, das zur Kölnischen Franziskanerprovinz (Colonia) gehörte, im 14. Jahrhundert zunächst zu den gemäßigten Konventualen. Unter dem Einfluss von Johannes Capistranus wechselten sie jedoch Mitte des 15. Jahrhunderts zur strengeren Observanzbewegung über. Im Jahr 1451 übergaben die Koblenzer Franziskaner alle Urkunden, in welchen ihnen Einkünfte aus Häusern, Äckern, Weinbergen und Zinsen übereignet worden waren, zusammen mit allen entbehrlichen Einrichtungsgegenständen aus ihrem Kloster dem Magistrat der Stadt Koblenz, der sie später an die Liebfrauenkirche und das Hospital zum Heiligen Geist weiterverteilte. Die Kanzel aus der Klosterkirche (Mitte des 17. Jahrhunderts) befindet sich heute in der Pfarrkirche St. Pankratius in Niederberg.
Nach dem verheerenden Bombardement während der Belagerung der Stadt 1688 durch französische Truppen im Pfälzischen Erbfolgekrieg wurde das Franziskanerkloster 1693–1696 neu erbaut. Die Grundsteinlegung erfolgte am 15. Juli 1693 durch den Dompropst von Kesselstadt.

### Säkularisation und Hospital
Im Ersten Koalitionskrieg eroberte 1794 die französische Revolutionsarmee die Stadt Koblenz. Das Franziskanerkloster Koblenz wurde 1802 säkularisiert. Nach einem Dekret von Kaiser Napoleon I. vom 1. Oktober 1804 wurde das Kloster 1805 in ein Hospital mit dem Namen „Hospice spécialement destiné au traitement des blesses et des maladies curables“ (Hospital für Kranke und Internat für Irre) umgewandelt. Dazu wurde es nach einem Plan des Brücken- und Straßeninspektors, des Ingenieurs Six, umgebaut. Die Bauleitung lag bei dem Stadtbaumeister George Trosson. Es folgten noch weitere Umbauten, so 1825 von Johann Claudius von Lassaulx sowie 1869 vom Stadtbaumeister Hermann Nebel und Bauinspektor Carl Cuno. Die beiden letzten gestalteten das ehemalige Kloster im Stil von Neobarock und Neorenaissance um. Die Krankenpflege wurde von Borromäerinnen übernommen.
Das Hospital ging 1871 in den Besitz der Stadt über und nannte sich nun „Bürgerhospital Koblenz“. Die letzten Umbauten führte 1890–1891 der Stadtbaumeister Friedrich Wilhelm Ludwin Mäckler durch. Dabei wurde die Kapelle und der Chor der ehemaligen Klosterkirche restauriert sowie ein Verwaltungsbau im Stil der Neorenaissance angebaut. Nach dem Ersten Weltkrieg genügte das alte Hospital in der Kastorstraße nicht mehr den Anforderungen. Die Stadt kaufte 1921 in Moselweiß das Hofgut Kemperhof auf und baute es bis 1923 zum neuen städtischen Krankenhaus aus. Danach wurde das alte Hospital als Altenheim genutzt.

### Zerstörung und Abriss
Bei den Luftangriffen auf Koblenz im Zweiten Weltkrieg wurde 1944 das alte Hospital in der Altstadt zerstört. Die Außenmauern der Gebäude waren auch nach der Zerstörung noch teilweise erhalten, sogar die Gewölbe der Klosterkirche hatten zunächst überdauert. Da man jedoch keine Sicherungsmaßnahmen durchführte, zerfielen die Ruinen immer mehr.
Die Ruinen des ehemaligen Franziskanerklosters bzw. Bürgerhospitals wurden im Mai 1957 beseitigt, obwohl sich Koblenzer Bürger dafür eingesetzt hatten, wenigstens die Kirche zu erhalten, was die ersten Pläne für den Wiederaufbau des Gebiets sogar noch vorgesehen hatten. Das Kastorviertel um die Kastorstraße war stark von Hochwassern bedroht und so wurde nun das bei den Luftangriffen völlig verwüstete Areal nach dem Krieg grundlegend neu gestaltet. Man planierte alle Ruinen und erhöhte das Gelände durch Aufschüttungen. Es entstanden neue, hochwassersichere Wohnhäuser.
Quer über das Areal wurde in West-Ost-Richtung die Straße „Am Alten Hospital“ neu angelegt. An der Kreuzung Eltzerhofstraße/Am Alten Hospital hat sich hinter einem Wohnhaus (Eltzerhofstraße 14) ein Mauerabschnitt des ehemaligen Klosters erhalten.